# Дрождзениця
Дрождзениця (пол. Drożdzienica) — село в Польщі, у гміні Кенсово Тухольського повіту Куявсько-Поморського воєводства.
Населення — 416 осіб (2011).
У 1975-1998 роках село належало до Бидгощського воєводства.

## Демографія
Демографічна структура станом на 31 березня 2011 року:
|          | Загалом | Допрацездатний вік | Працездатний вік | Постпрацездатний вік |
| -------- | ------- | ------------------ | ---------------- | -------------------- |
| Чоловіки | 196     | 55                 | 137              | 4                    |
| Жінки    | 220     | 65                 | 125              | 30                   |
| Разом    | 416     | 120                | 262              | 34                   |